# 9142 Rhesus
9142 Rhesus (5191 T-3) là một thiên thể Troia của Sao Mộc, trong nhóm Troia.